# Sangaste kommun
Sangaste vald är en kommun i Estland.   Den ligger i landskapet Valgamaa, i den södra delen av landet, 190 km sydost om huvudstaden Tallinn.
Följande samhällen finns i Sangaste vald:
- Keeni
- Sangaste
- Lauküla
- Tiidu
- Lossiküla